# Аксельрод, Моисей Маркович
Моисе́й Ма́ркович Аксельро́д (1898—1939) — ответственный сотрудник советской разведки. Капитан госбезопасности (20.12.1936). Расстрелян в 1939 году, реабилитирован посмертно.

## Биография
Родился в Смоленске в еврейской семье часовщика Менделя Берковича Аксельрода. Участник Гражданской войны, в 1918—1920 годах служил в политотделе Западного фронта. Состоял в еврейской социал-демократической рабочей партии «Поалей Цион», с 1928 — член ВКП(б).
В 1923 году окончил юридический факультет МГУ, в 1924 году — арабское отделение Московского института востоковедения. Владел арабским, английским, французским, немецким и итальянским языками. В 1924 году был направлен на работу в НКИД.
В 1924—1927 годах работал в генеральном консульстве СССР в Джидде (Саудовская Аравия), в 1927 году — в советской миссии в Йемене. В 1925 году предложил свои услуги советской внешней разведке, был принят на службу в качестве агента.

## На службе в ОГПУ-НКВД
По возвращении в СССР в 1928 году перешёл на службу в Иностранный отдел (ИНО) ОГПУ. Был руководителем Арабского отделения в Восточном секторе ИНО ОГПУ. В октябре 1929 года назначен на должность начальника нелегальной резидентуры ИНО ОГПУ в Египте, однако до места назначения не добрался и с декабря 1929 года стал сотрудником нелегальной резидентуры ИНО ОГПУ в Турции. После бегства в июне 1930 года нелегального резидента в Турции и в странах Ближнего Востока Георгия Агабекова отозван в Москву. Служил в центральном аппарате ОГПУ.
Одновременно в 1931—1934 годах преподавал в МГУ и в Московском институте востоковедения.
В 1934—1937 годах — начальник нелегальной резидентуры ИНО НКВД в Риме (оперативный псевдоним Ост). В августе 1937 года отозван в СССР. Назначен заведующим учебной частью и заместителем начальника Школы особого назначения НКВД.

## Арест и расстрел
Арестован 16 октября 1938 года при исполнении служебных обязанностей. Обвинён в «участии в контрреволюционной правотроцкистской  террористической организации в органах НКВД». Внесен в Список Л. П. Берии – А. Я. Вышинского от 15.2.1939 г. по 1-й категории. 20 февраля 1939 года приговорён Военной коллегией Верховного суда СССР к расстрелу. Казнён в тот же день в числе 29 осуждённых, в том числе коллегами по работе в ИНО НКВД СССР Г. Н. Косенко и А. А. Лиманом-Митрофановым Место захоронения- «могила невостребованных прахов» № 1 крематория Донского кладбища. 24 сентября 1955 года реабилитирован посмертно ВКВС СССР.
Автор около 30 научных публикаций в журналах «Новый Восток» и «Международная жизнь» (в том числе под псевдонимами «М. А. Рафик» и «Муса»), редактор «Арабско-русского словаря» (М., 1931).

## В воспоминаниях современников
В 12 часов дня пришел Аксельрод, ведавший работой в арабских странах. Маленького роста, тщательно выбритый и прилизанный, он резко отличался своей внешностью от остальных чекистов, в большинстве неважно одетых. Аксельрод был молодой, случайный чекист. Он работал по линии Наркоминдела секретарем консульства в Геджасе112 и Иомене113. Хорошо образованный, прекрасно владевший большинством европейских языков, в совершенстве арабским, он привлек внимание ГПУ и был завербован, еще будучи в Геджасе. По секрету от консула и Наркоминдела, он присылал нам обстоятельные доклады о положении арабских стран. По его возвращении в Москву мы переманили его на службу в ГПУ, дав ему некоторые льготы. В том числе ему разрешалось приходить на службу к 12 часам, ибо по утрам он работал в Ассоциации востоковедения, где он состоял председателем.